# Sulzbürg
Sulzbürg ist ein Gemeindeteil der Gemeinde Mühlhausen im Landkreis Neumarkt in der Oberpfalz.

## Lage
Das Pfarrdorf Sulzbürg liegt auf einem der Zeugenberge, die sich aus dem Neumarkter Becken erheben, nordwestlich des Gemeindesitzes; das „Sulzbürger Massiv“ wird von den vier Kuppen Schlossberg, Badberg (mit Kriegerdenkmal), Galgenberg und Schlüpfelberg (mit Gedenkkreuz an das „Klösterlein Grab“) gebildet.

## Geschichte

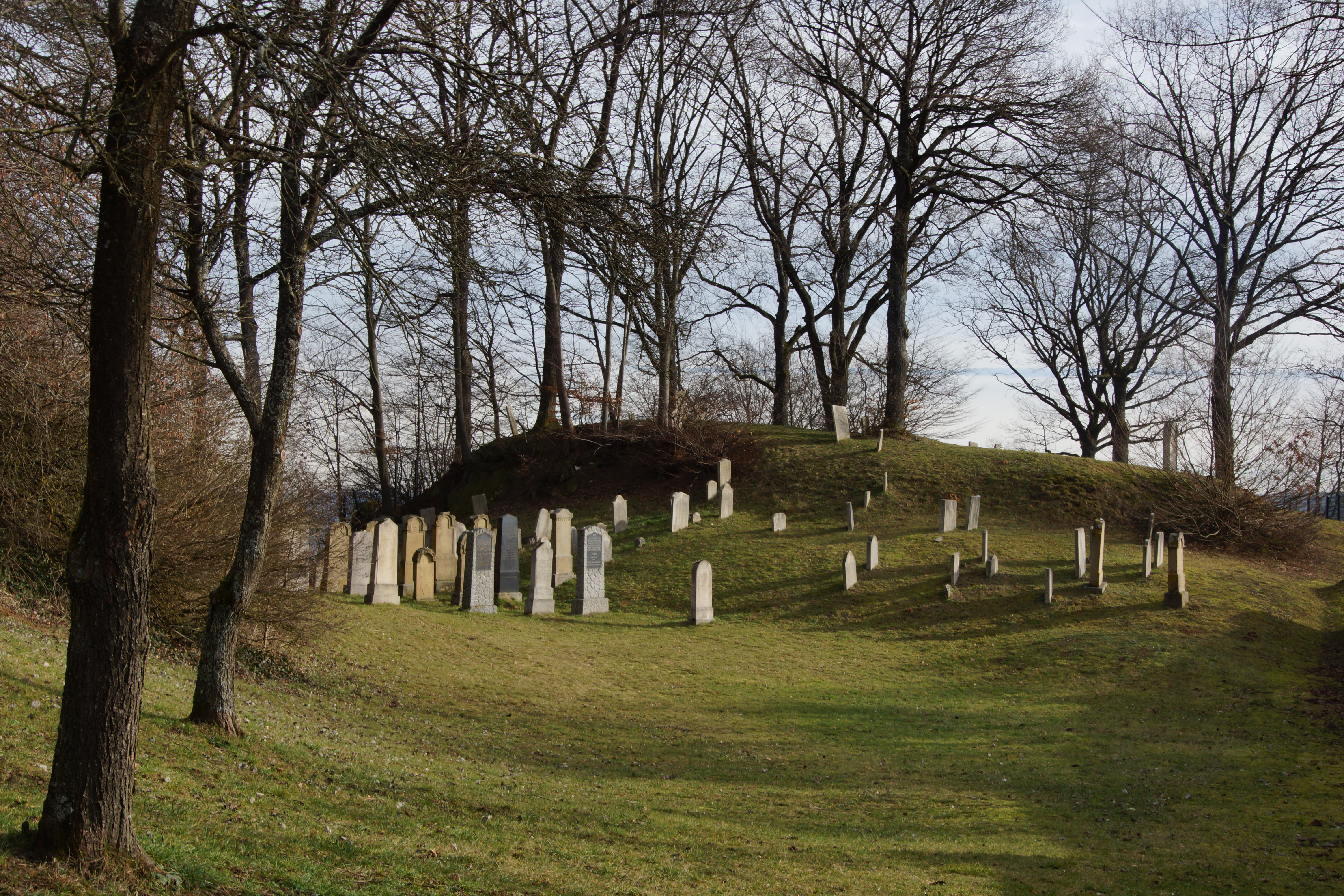
Jüdischer Friedhof Sulzbürg

In unmittelbarer Umgebung wurden Grabhügel aus der Bronzezeit aufgefunden und eine Ringwallanlage der keltischen Kulturepoche festgestellt.
Geschichtlich fassbar wird Sulzbürg mit dem Auftreten der Reichsministerialen von Stein (erst 1382 = Hilpoltstein) und von Wolfstein. Die obere Burg besaßen die Wolfsteiner; wie diese mit dem um 1120 erstmals urkundlich fassbaren Edelfreien Wolfsteinern zu Wolfstein bei Neumarkt in Verbindung standen, ist nicht geklärt. Das Geschlecht der Wolfsteiner zu Sulzbürg wird inzwischen auf Gottfried von Wettenhofen als Stammvater zurückgeführt. Eine erste urkundliche Erwähnung der Sulzbürg-Wolfsteiner stammt von 1217, als sich Gottfried von Sulzbürg neben anderen Reichsministerialen am Hofe Kaiser Friedrichs II. zu Regensburg aufhielt. 1242 gründete er das Kloster Seligenporten (seit 1248 dem Zisterzienserinnenorden inkorporiert), das bis zur Reformationszeit Grablege des Geschlechts blieb. Reichsgutübertragungen erfolgten durch die Sulzbürg-Wolfsteiner nicht nur an dieses Zisterzienserinnenkloster, sondern auch an die Deutschordenskommende Nürnberg. Als der Reichsministeriale Heinrich von Stein der Ältere, gesessen zu Untersulzbürg, 1297 testamentarisch seine Söhne bedachte, erhielt Hypolt diese „Solzburg“. Dem Geschlecht der Sulzbürg-Wolfsteiner gelang es, um ihre Burg Obersulzbürg, die sie seit 1353 als Reichslehen besaßen, die Landeshoheit auszubauen und zu festigen; 1403 waren die Sulzbürg-Wolfsteiner zudem durch Kauf (wieder) in den Besitz der Burg Niedersulzbürg gekommen, wo die Gundelfinger die Steiner beerbt hatten. Schon um 1530 kann man in den seit 1522/23 edelfreien Wolfsteinern Anhänger der Reformation sehen, wenn sie auch erst 1561 unter dem aus Ebenried nach Sulzbürg gewechselten Pfarrer Johann Huß die Sulzbürger Schlosskirche St. Michael und die Marktkirche zur Hl. Dreifaltigkeit dem lutherischen Bekenntnis zuführten. Die kurfürstliche Gegenreformation von 1621 musste vor den Toren ihres Territoriums Halt machen – die Reichsgrafschaft (seit 1673) Sulzbürg wurde zur protestantischen Enklave in der katholischen Oberpfalz.
Nach dem Ende des Dreißigjährigen Krieges fanden zahlreiche protestantische Glaubensflüchtlinge aus Oberösterreich, vor allem dem Landl ob der Enns, in der Herrschaft Sulzbürg eine neue Heimat.
Mit Reichsgraf Christian Albrecht starb das Sulzbürg-Wolfsteiner Geschlecht am 27. April 1740 aus; der Besitz fiel als Reichslehen zurück, und zwar einem kaiserlichen Zugeständnis entsprechend an den bayerischen Kurfürsten, der zu Sulzbürg (und zu Pyrbaum für die dortigen Wolfsteiner Besitzungen) eine Kabinettsherrschaft errichtete. Nach langjährigen Auseinandersetzungen kam der Kurfürst 1769 auch in den Besitz der weit gestreuten wolfsteinschen Allodgüter. In Sulzbürg selber waren dies das Areal des nicht mehr bestehenden Schlosses Niedersulzbürg, das Schloss Obersulzbürg, das Kastnerhaus, das Amtskechtshaus, die Ziegelhütte, 65 Untertanen-Haushaltungen, das Gemeinde-Hirtenhaus und dazu 24 Judenhaushaltungen.
Am Ende des Alten Reiches, um 1800, bestand der Ort Sulzbürg aus einer evangelischen und einer katholischen Pfarrei mit jeweiliger Pfarrkirche, einer Synagoge, zwei Schulhäusern, dem Schloss, 67 Haushaltungen, dem Gemeindehirtenhaus und 24 Judenhaushaltungen. Hoch- und niedergerichtlich unterstanden alle Untertanen der Kabinettsherrschaft Sulzbürg. Die Juden, die sich hier seit dem 15. Jahrhundert ansiedeln konnten, hatten Gebühren zum Judenschutz an das Kastenamt Neumarkt zu entrichten. Der Jüdische Friedhof wurde um 1435 angelegt. 1823 entstand nach den Vorschriften des bayerischen Judenedikts von 1813 das Distriktsrabbinat Sulzbürg. Bildeten die Juden 1840 mit 255 Einwohnern noch ein Viertel der Sulzbürger Bevölkerung, so verminderte sich ihr Anteil durch Auswanderungswellen im 20. Jahrhundert. Als 1938 die Synagoge geschändet wurde, lebten nur noch 16 Juden in Sulzbürg. Im Mai 1942 wurden die letzten jüdischen Bewohner deportiert – nur eine Bewohnerin überlebte den Holocaust.
Im Königreich Bayern wurde ein weit verzweigter Steuerdistrikt Sulzbürg gebildet. Mit dem Gemeindeedikt von 1818 entstand die Ruralgemeinde Sulzbürg, der nur der Markt Sulzbürg angehörte. Dabei blieb es bis zur Gebietsreform in Bayern, in deren Folge der Markt Sulzbürg am 1. Januar 1976 in die Gemeinde Mühlhausen eingemeindet wurde.

### Einwohnerzahlen
- 1840: 1142 (187 Häuser, 4 Kirchen einschließlich Synagoge, ein Bergschloss, ein Gesundbad; 255 Juden)[9]
- 1861: 0768 (171 Gebäude, 1 Kirche, 1 Schule, 1 Schloss; 120 Katholiken, 243 Juden)[10]
- 1871: 0720 (224 Gebäude, 134 Wohngebäude; 201 Katholiken, 356 Protestanten, 163 Juden – mit Rabbinat; Großvieh: 29 Pferde, 202 Rinder, 161 Schweine, 56 Ziegen)[11]
- 1900: 0676 (145 Wohngebäude; 223 Katholiken, 339 Protestanten, 114 Juden – mit Rabbinat; Großvieh: 18 Pferde, 225 Rinder, 535 Schweine, 55 Ziegen)[12]
- 1938: 0535 (204 Katholiken, 319 Protestanten, 12 Sonstige)[13]
- 1961: 0656 (132 Wohngebäude)[14]
- 1970: 0611 in Sulzbürg und 120 in Kerkhofen[15]
- 1987: 0506 (153 Wohngebäude, 197 Wohnungen)[16]

### Evangelisch-lutherische Marktkirche Hl. Dreifaltigkeit

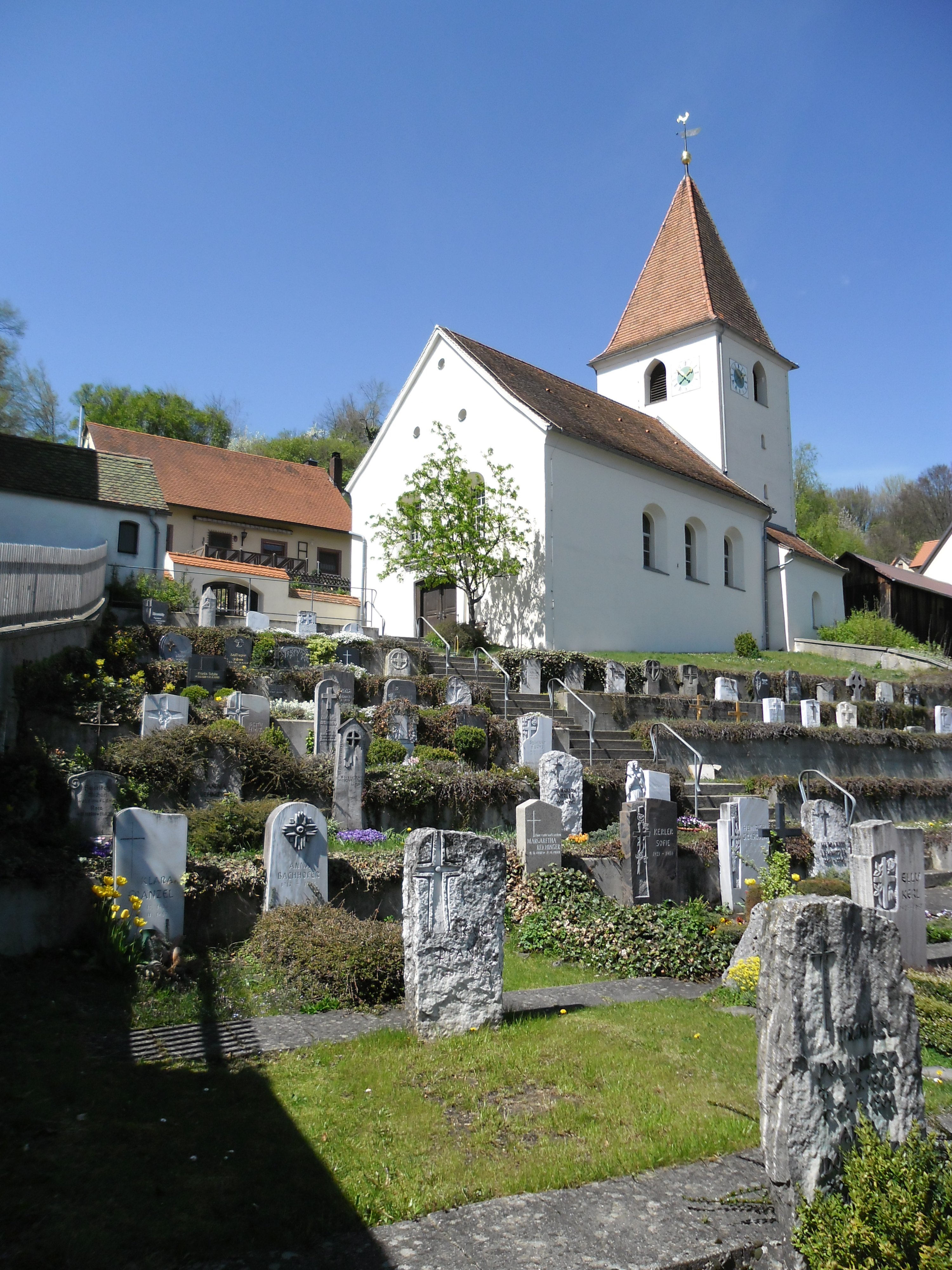
Marktkirche Hl. Dreifaltigkeit

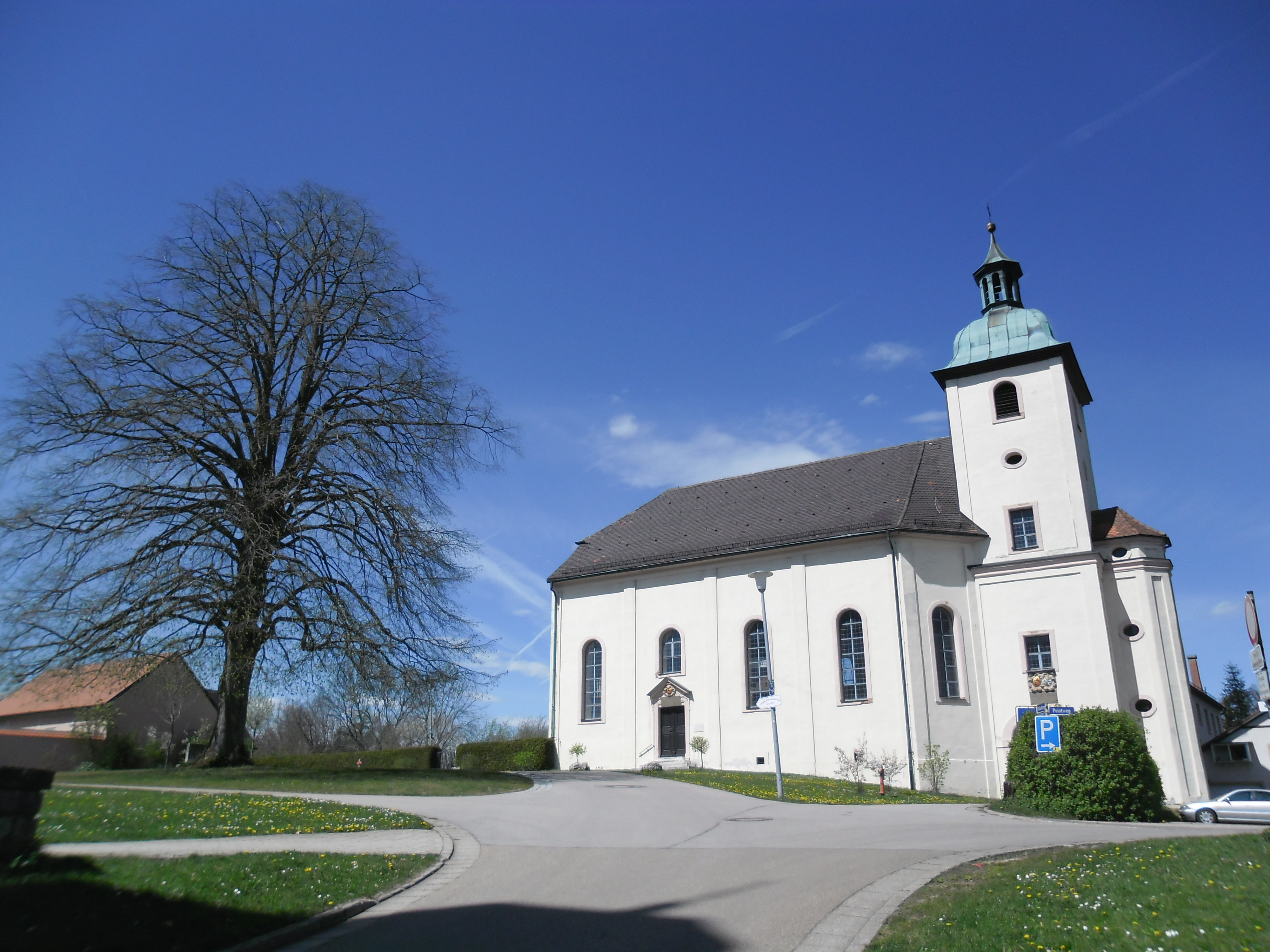
Schlosskirche

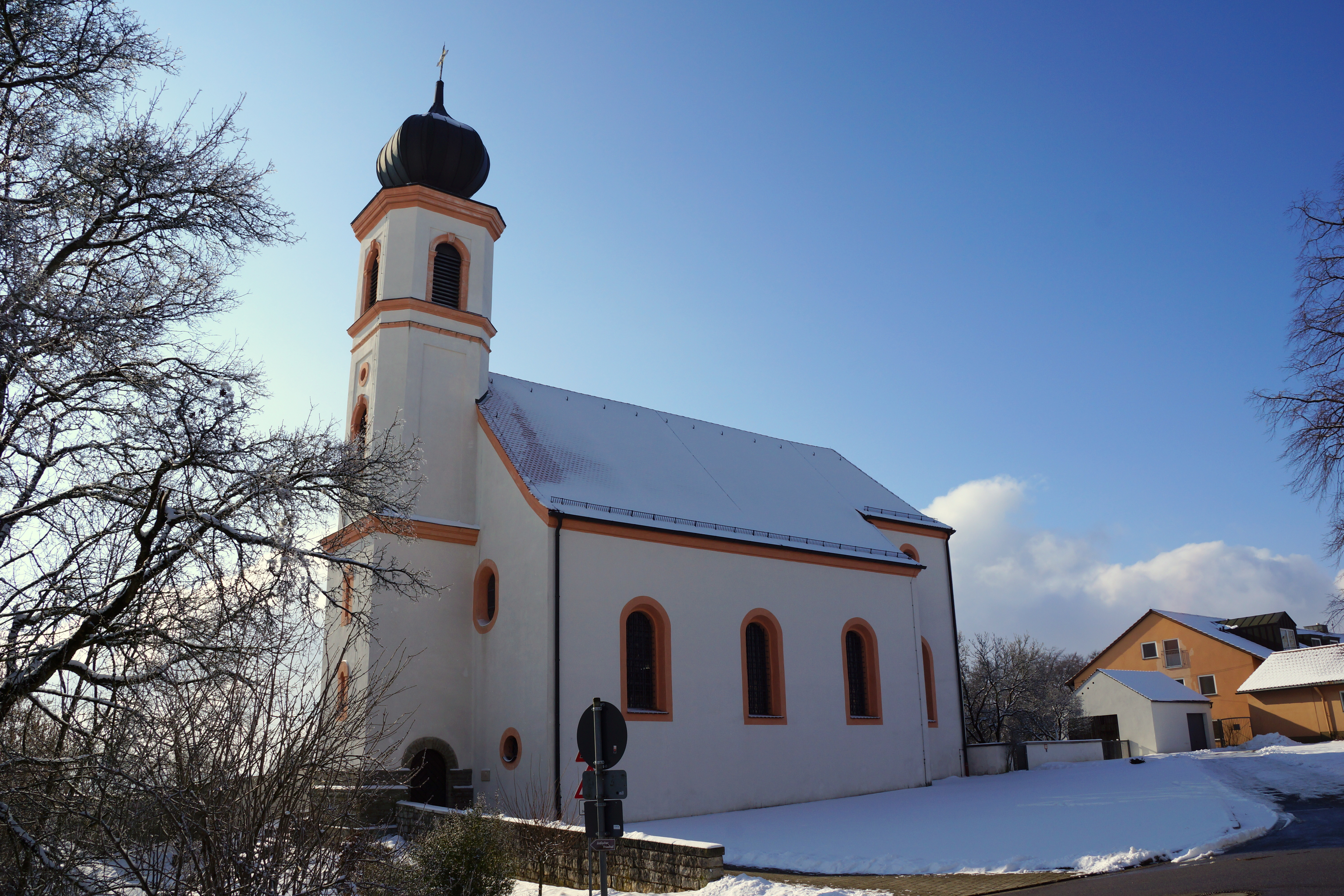
Kath. Pfarrkirche

Die frühgotische Marktkirche wurde 1688 erneuert und 1719 mit dem Altar und der 1667 gefertigten Kanzel der abgebrochenen Schlosskirche ausgestattet. 1726 und 1736 erhielt der Turm mit seinem Pyramidendach Glocken von Herold in Nürnberg. Die Kirche zeigt mehrere Epitaphien des 17. und 18. Jahrhunderts. In Sulzbürg wurde das erste evangelische Dekanat in Bayern errichtet (später nach Neumarkt verlegt).

### Evangelisch-lutherische Schlosskirche St. Michael
Sie steht auf dem ehemaligen Schlossterrain westlich über dem Markt Sulzbürg. Laut einem Inschriftenstein am Turm, der aber hier nicht ursprünglich ist, wurde sie 1466 erbaut. Um 1540 wurde die Kirche ein evangelisches Gotteshaus, das 1609 renoviert wurde. 1719 wurde die Kirche abgebrochen und 1723 durch einen Neubau ersetzt, errichtet mit quadratischem Chor im Ostturm mit Kuppeldach und Laterne und einem Langhaus zu vier Jochen durch Ulrich Mösel aus Nürnberg. Die Stuckaturen schuf Donato Polli aus Nürnberg; sie haben sich noch unter der doppelten Westempore und in der Herrschaftsloge erhalten. Auch die Kanzel über dem Altar ist eine Stuckarbeit. Ein Inschriftenstein von 1609 bezieht sich nicht auf die Kirche, sondern auf den Bau eines Schlossflügels. Im Turm hingen Anfang des 20. Jahrhunderts drei Glocken (zwei aus dem 14. Jahrhundert, eine von 1723).
Für eine kurze Zeit hat der streng katholisch gesinnte Hofkammerpräsidenten Max Emanuel von Toerring-Jettenbach die Kirche 1754 für die Protestanten gesperrt und wollte sie den Katholiken zur Verfügung stellen. Proteste der Bürgerschaft sowie Beschwerden beim Corpus Evangelicorum und bei der Münchener Zentralbehörde beim Konferenzminister Franz Xaver Andreas von Praidlohn bewirkten, dass die Kirche am 16. Februar 1756 wieder für die lutherischen Sulzbürger geöffnet wurde.

### Katholische Pfarrkirche zur Schmerzhaften Muttergottes
1750 berief der baierische Kurfürst die Kapuziner nach Sulzbürg, die sich der erneut ansiedelnden Katholiken annehmen sollten; 1751 wurde für die beiden Ordensleute ein Hospitium errichtet (später Pfarrhof). 1756 erfolgte der Bau der Kirche südlich der Schlosskirche auf der Bergkuppe durch den Kurfürsten als Ersatz für die bald zu klein gewordene Kapelle des Hospitiums. Die Pläne für den dreijochigen Saalbau lieferte der Münchener Hofunterbaumeister Johann Paur. Das aus landesherrlichen Mitteln finanzierte Gotteshaus wurde am 1. November 1757 benediziert. 1758 schuf Johann Michael Berg aus Nürnberg die Stuckaturen, schnitzte die Stuhlwangen und lieferte Bildhauerarbeiten für die Altäre, die der Allersberger Bildhauer Johannes Michael Schreyer vollendete. Der rechte Seitenaltar zeigt im Hauptblatt den heiligen Franz von Assisi, ausgeführt 1752 vom Regensburger Maler Martin Speer. Ebenfalls von Martin Speer ist das Aufsatzgemälde des linken Seitenaltars, welches den heiligen Fidelis von Sigmaringen, dem die Kirche geweiht ist, zeigt. Das Hauptblatt des linken Seitenaltars stellt die Enthauptung des heiligen Maximilians von Celeia dar. Es stammt vom italienischen Maler Jacopo Amigoni und ist ein Geschenk des bayerischen Kurfürsten Maximilian III. Josef, unter dessen Herrschaft der Bau der Kirche erfolgte. Eine weitere Gabe des Kurfürsten sind die fünf silbernen Ampeln.
1753 wurde auch ein katholischer Friedhof auf landesherrlichem Grund angelegt. Am 26. Juni 1754 wurde zudem eine katholische Schule errichtet, beides Ausfluss des landesherrlichen Peuplierungspolitik, die eine Vergrößerung des Katholikenanteils anstrebte, z. B. indem beim Verkauf eines Gutes nach Möglichkeit ein Katholik zum Zuge kam.
1802 wurde das Kapuzinerkloster aufgehoben und mit der Dotation des Klosters ein Weltgeistlicher für die katholische Pfarrei Sulzbürg angestellt. Der für die Bettelorden typische Dachreiter der Kirche wurde 1877 durch einen Turm ersetzt.

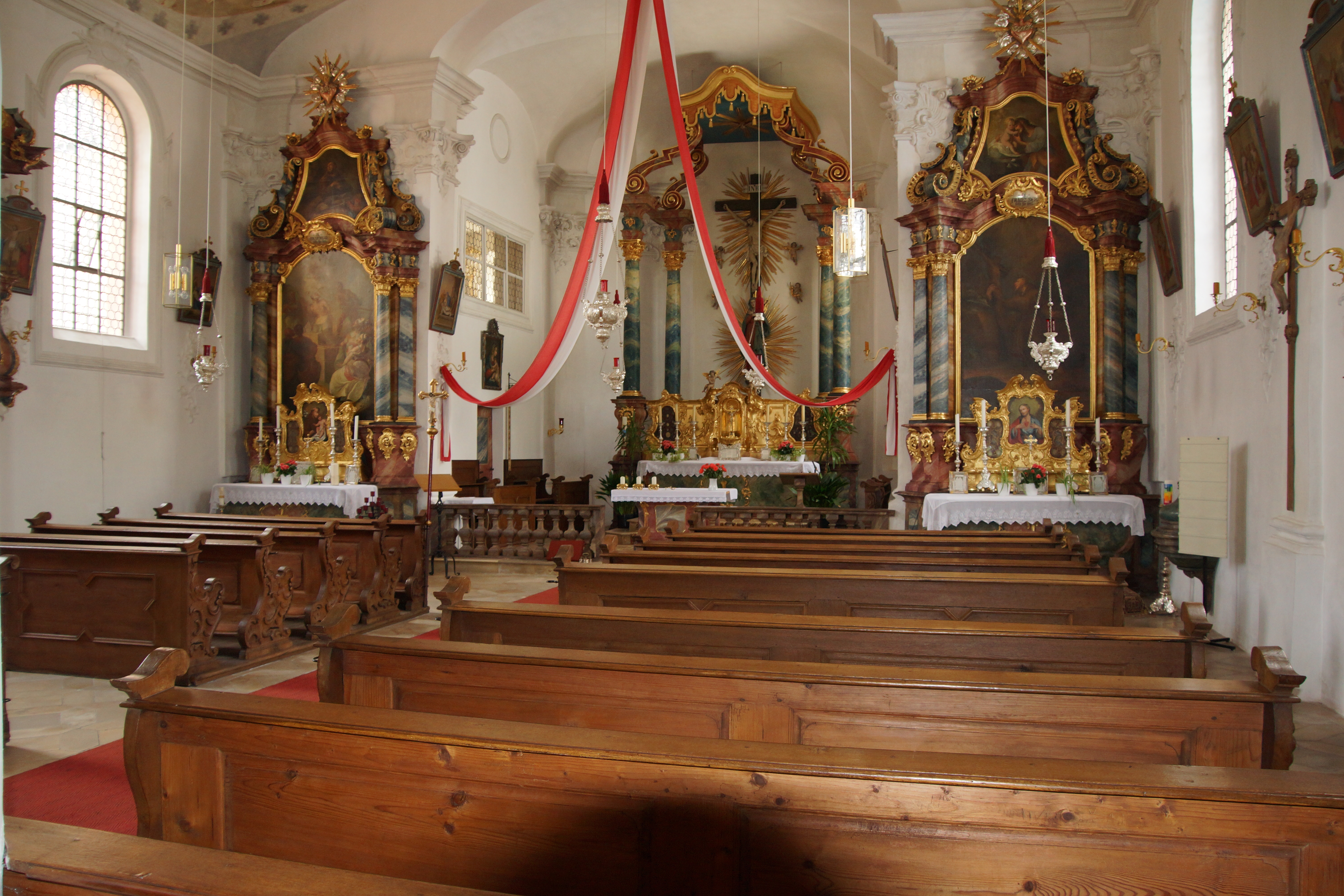
Innenraum der katholischen Kirche Mater dolorosa

### Burgstall Obersulzbürg
1353 wurde Albrecht von Wolfstein Besitzer des Reichslehens Obersulzbürg und baute bald darauf hier sein neues Schloss. Spätere Teile des Schlosses wurden 1609 durch den Erbauer des Nürnberger Rathauses, Stadtbaumeister Jakob Wolf d. J., unter Hans Adam von Wolfstein zu Obersülzburg errichtet. 1634 in Brand geschossen, wurde es mit seinen fünf Türmen und der doppelten Ringmauer wiedererrichtet. Nach dem Aussterben der Sulzbürg-Wolfsteiner 1740 wurde das Schloss an der Nordwestecke der allseitig steil abfallenden Bergkuppe zunächst als kurbaiersche Beamtenwohnung genutzt. 1806 verkaufte Bayern das Schloss auf Abbruch an Privatleute, die es in der Tat vollständig abtrugen.

### Burgstall Niedersulzbürg
1403 erwarben die Sulzburg-Wolfsteiner die Burg aus Hohenfelser und Gundelfinger Besitz. An der Nordostecke des Bergplateaus gelegen, wurde die Burg 1590 abgebrochen und war schon im frühen 18. Jahrhundert zur Gänze abgetragen.

## Baudenkmäler
In Sulzbürg gibt es neben den Kirchen zahlreiche Baudenkmäler, unter anderem das Gasthaus „Zur Linde“.

## Verkehrsanbindung
Sulzbürg ist zu erreichen aus südlicher Richtung über eine Gemeindeverbindungsstraße von Körnersdorf her, aus nördlicher Richtung über eine Gemeindeverbindungsstraße von Rocksdorf her und aus nordöstlicher Richtung über eine Gemeindeverbindungsstraße von Hofen her.
Sulzbürg hatte einen Halt an der Bahnstrecke Greißelbach–Freystadt.

## Vereine
- Freiwillige Feuerwehr
- Musikverein Mühlhausen-Sulzbürg e. V.
- Sportverein-Deutsche Jugendkraft-Sulzbürg e. V.
- Sportverein Mühlhausen-Sulzbürg e. V.
- Museumsverein „Landlmuseum“ Sulzbürg e. V.
- Obst- und Gartenbauverein Sulzbürg
- Soldaten- und Kriegerkameradschaft Sulzbürg

## Ehrenbürger
- Seligmann Haas, 15. September 1861 in Oberlauringen, Landkreis Schweinfurt – 8. September 1943 im KZ Theresienstadt ermordet;  ehem. 2. Bürgermeister von Sulzbürg[23]
- Kurt Erhardt Wappler, Gründer und erster Leiter des Landl-Museums[24]